# Misha (zpěvačka)
Misha, vlastním jménem Michaela Paľová, (* 6. března 1975, Michalovce) je slovenská zpěvačka, zlatá slavice 2003 a objev roku zlatého slavíka z 2002. Kariéru začala vítězstvím v soutěži Coca-Cola PopStar, od kteréž doby získala většinu významných slovenských hudebních cen (Aurel, Osobnost Televízne obrazovky, Zlatý Slávik).

## Diskografie

### Alba
- Color in my life (2002)

1. Haeven In My Bed
2. Náladu mi dvíhaš
3. Druhá
4. No I Do
5. Stonewalling
6. I've Got To Play You
7. When They Tell Me…
8. Wish
9. You Alleviate My Pain
10. Words (feat. Helicó)
11. Colours In My Life
12. Naozajstné, dobré
13. So Much Trouble
14. One More Track
15. (This Is) Crazy (bonus track)

| - Misha (2004) CD1 1. I Want To Make Him Want 2. Dobrý pocit 3. Stále 4. Just A Friend To me 5. Attracted 6. Think Twice 7. Just Like Me 8. Barbecue 9. Možno sa to dá 10. Footprints In My Heart 11. Music 12. Latino Twist 13. Proud | CD2 1. Naozajstné, dobré (remix) 2. Life Is Easy / B3 feat. Misha 3. Now I Do (DJ K.I.P. Remix) 4. Mars & Venus / Helicó feat. Misha 5. Words (Live) 6. Len Tak / Peter Adamov feat. Misha 7. All You Need Is Love / Neuropa feat. Misha 8. Now I Do (remix) 9. When They Tell Me (F 04 Remix) 10. Noel (Original Mix) / Tkac & Haverlik 11. Silent Night |

- 13000krát (2007)

1. Afrodiziakum
2. 13000krát
3. Gratitude
4. Čiarky
5. Six Weeks (Accoustic)
6. Spomalíme svet (feat. Opak)
7. Stick To Your Guitar
8. A Different You
9. Using My Heart
10. Six Weeks
11. Raz to príde
12. You Can Do Anything
13. Let Me Make Your Life
14. Čo s tým urobíš (A.M.O. feat Misha)
15. Kým tu so mnou si

### Singly
- Náladu mi dvíhaš (2002)
- Druhá (2002)
- Naozajstné, dobré (2003)
- Stále (2004)
- Barbeque (2004)
- Dobrý pocit (2004)
- Čiarky (2007)
- Spomalíme svet (2007)